# Балучин
Балу́чин — село в Україні, у Красненській громаді Золочівського району Львівської області. До адміністративної реформи 2020 року село належало до Буського району.
Через село проходить автомобільна дорога сполученням Перемишляни — Берестечко Т 1806. Площа населеного пункту — 297,5 га. Населення — 608 осіб (2020).

## Назва
Точна етимологія назви «Балучин» невідома. Дослідник походження топографічних назв Галичини Михайло Худаш, подаючи своє пояснення назви села, зазначив, що в слов'янській антропонімії не засвідчено імені Балук чи Балуч. Дослідник вважає, що в основі назви села лежить слов'янське скорочене ім'я Бал, утворене від складного імені Баломир, Балосин. Від того імені, нібито, виникло українське ім'я Балаш, яке зустрічається в художній літературі.

## Географія

### Розташування
Село Балучин адміністративно розташоване в південно-західній частині Золочівського району на північний захід від села на відстані 5 км протікає річка Полтва. Відстань від села до центру громади та залізничної станції Красне — 9 км. Відстань до обласного центру — 45 км. Сусідні села:
Географічно село розташоване у південно-західній частині Надбужанської котловини (частина Малого Полісся), яка також має назву Грядове (Пасмове) Побужжя.

### Клімат
Клімат помірно-континентальний, з м’якою зимою, затяжною вологою весною, теплим дощовим літом і відносно сухою теплою осінню. Основним кліматоутворюючим чинником є циркуляція атмосфери, з якою пов’язаний перенос повітряних мас. Протягом року переважають західні і північно-західні вітри.
| Клімат Балучина           | Клімат Балучина | Клімат Балучина | Клімат Балучина | Клімат Балучина | Клімат Балучина | Клімат Балучина | Клімат Балучина | Клімат Балучина | Клімат Балучина | Клімат Балучина | Клімат Балучина | Клімат Балучина | Клімат Балучина |
| Показник                  | Січ.            | Лют.            | Бер.            | Квіт.           | Трав.           | Черв.           | Лип.            | Серп.           | Вер.            | Жовт.           | Лист.           | Груд.           |                 |
| Середній максимум, °C     | −0,4            | 1,4             | 6,9             | 14,3            | 19,2            | 22,3            | 24,2            | 23,8            | 18,7            | 12,8            | 7,1             | 1,8             |                 |
| Середня температура, °C   | −2,8            | −1,5            | 2,9             | 9,6             | 14,8            | 18,2            | 20,1            | 19,5            | 14,7            | 9,2             | 4,4             | −0,4            |                 |
| Середній мінімум, °C      | −5,4            | −4,6            | −1,1            | 4,5             | 9,8             | 13,5            | 15,6            | 15              | 10,7            | 6               | 2               | −2,6            |                 |
| Норма опадів, мм          | 48              | 48              | 55              | 61              | 91              | 95              | 114             | 82              | 75              | 56              | 53              | 54              |                 |
| ------------------------- | --------------- | --------------- | --------------- | --------------- | --------------- | --------------- | --------------- | --------------- | --------------- | --------------- | --------------- | --------------- | --------------- |
| Джерело: climate-data.org |                 |                 |                 |                 |                 |                 |                 |                 |                 |                 |                 |                 |                 |

## Історія

### Давня доба
На території села здавна жили люди. Зокрема неподалік була виявлена Глинянська стоянка мисливців пізнього палеоліту (близько 18 тис. років до н. е.). 
Поблизу села Русилова у 1931 році проведено розкопки кургану (поч. II тисячоліття до н. е.), в якому виявлено поховання родового вождя, кам'яну зброю та золоту прикрасу.
У період VII-X ст. на цих землях проживали слов'янські племена дулібів.

### Часи Речі Посполитої
Вперше село «Basliczan» згадується в документі за 12 листопада 1372 року, в якому князь Володислав Опольський надавав Янові Кміті з Вісьніча замок і місто Буськ з околицями.

У 1411 році власником села був Микола з Балучина (Nicolao de Bałancino). У 1472 році село Балучин згадується у податковому реєстрі Белзького воєводства. У той час воно було власністю шляхетської родини Балучинських гербу Леліва. У документах 1476-1509 рр. часто зустрічається ім'я Фелікса Балучинського – підсудка, пізніше судді земського львівського.

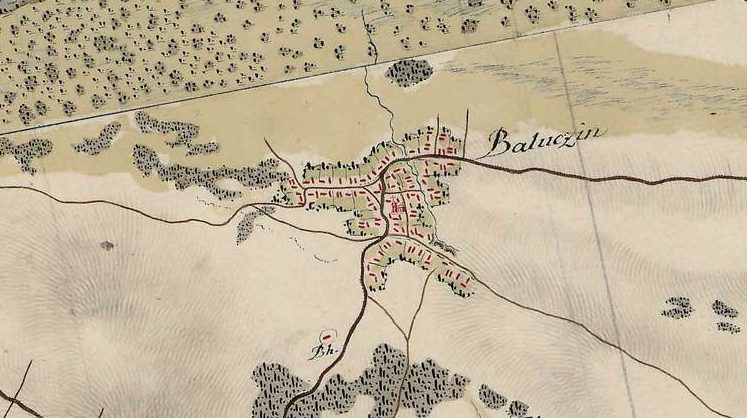
Балучин на мапі Ф. фон Міґа (1779-1783)

У податкових реєстрах 1531 та 1538 років вказано, що Балучин був осаджений на трьох ланах. У реєстрі 1573 року зазначається також, що у селі є корчма, священник та один швець. Згадка про священника означає, що була і церква, яка, ймовірно, була збудована в селі приблизно в середині XVI ст., оскільки не вказувалась у попередніх реєстрах.
Невелике село під назвою «Balouczin» зображене на карті України Гійома де Боплана 1650 року.
В період Речі Посполитої аж до 1772 року село входило до складу Буської землі Белзького воєводства.

### Австрійське правління
Після трьох поділів Польщі Балучин опинився під владою Австрійської монархії. У часи австрійського панування село Балучин належало до домінії Фирліївка, циркулу (округу) Золочів (нім. Kreis Złoczów) (до 1789 року — до циркулу Броди). Після ліквідації циркулів у 1867 році село увійшло до Золочівського повіту (нім. Bezirk Złoczów).
У I томі Географічного словника Королівства Польського (1880) міститься така інформація про Балучин:
|  | Балучин, село Золочівського повіту, в 5 австрійських милях на захід від міста Золочева. Територія села містить: орних земель — 427 моргів, лугів та садів — 344 морги, пасовищ — 82 морги, лісів — 818 моргів; селяни мають: орних земель — 833 морги, лугів та садів — 685 моргів, пасовищ — 160 моргів, лісів — 5 моргів; населення — 789 осіб, з них римо-католиків — 327, греко-католиків — 457, юдеїв — 15. Греко-католицька парафія є на місці, належить до унівського деканату (віруючих — 504), римо-католики належать до парафії Глинян, розташованої в 7 км, (де також є поштова станція) деканату глинянського. У державній школі є 1 клас. Також є у селі позичкова каса з капіталом 3700 ринських злотих. Земля тут дуже родюча. Розташування досить рівнинне, низьке, у деяких місцях болотисте, крім того значну площу займають ліси; клімат лагідний, селяни займаються землеробством і скотарством. Місцевий фільварок належить до Куткора, власність Генрика графа Лончинського. Оригінальний текст (пол.) Bałuchyn, wieś, pow. złoczowski, o 5 mil austr. na zachód od miasta Złoczowa. Przestrzeni posiada: obszar dwor. roli ornej 427 m., łak i ogrodów 344 m., pastwisk 82 m., lasu 818 m.; włościanie posiadaja roli ornej 833 m., łak i ogrod. 685 m., pastwisk 160, lasu 5 m.; ludności ma 789 głów, z tego rzym. kat. 327, gr. kat. 457, izrael. 15. Parafia gr. kat. ma w miejscu, naleźaca do dekanatu uniowskiego (wiernych 504), do rzym. kat. parafii naleźy do oddalonych o 7 kil. Glinian (gdzie takźe st. pocztowa) dekanatu gliniańskiego. Szkołe posiada 1 klas. etatowa. Posiada kase poźyczkowa z kapitałem 3700 złr. aus. Ziemia tu nadzwyczaj urodzajna. połoźenie całkiem równe, nizkie, w niektórych miejscach moczarowate, równieź lasu znaczny obszar; klimat łagodny, włościanie trudia sie rolnictwem i chowem bydła. Tutejszny folwark dworski naleźy do dóbr Kutkorz, własność Henryka hr. Łaczyńskiego. |

Храм Різдва Пресвятої Богородиці

У 1891 році в селі на кошти громадян було збудовано цегляну церкву. Іконостас церкви був розписаний у 1907 році художником Скрутковим, а розпис церкви — у 1938 році художником Маркіяном Чуйком.
У 1918 — 1919 роках Балучин був під владою ЗУНР та УНР, а пізніше відійшов до Польської республіки. За польським устроєм село належало до ґміни Красне (після 1934 року, до цього — ґміна Балучин), Золочівського повіту, Тарнопольського воєводства.

### Радянський період
Після встановлення у 1939 році на Західній Україні радянської влади, Балучин віднесли до новоствореного Красненського району, Львівської області.
У 1941 році в період німецької окупації в селі продовжувала функціонувати чотирикласна українська школа, у якій викладалась німецька мова.
Одразу ж по завершенню Другої світової війни на території Львівської області почалися масові виселення «антирадянських елементів». Зокрема, відповідно до Доповідної записки секретаря Львівського обкому КП(б)У від 6 лютого 1946 року, з села Балучин планувалося виселити 6 родин загальною кількістю 18 чоловік.
Переслідувань зазнавали і греко-католицькі священики. У Доповідній записці Львівського обкому КП(б)У про проведену роботу з возз'єднання греко-католицької церкви з православною від 5 вересня 1945 року містився такий запис:
|  | Органами НКГБ арестованы также ряд священников, проживающих в районах Львовской области и активно выступавших против воссоединения униатской церкви с православной. Так например: 1. Костишин Евгений Федорович, 1886 года рождения, уроженец села Волковичи, Львовского района и области, украинец, гражданин СССР, образование высшее богословское, служил священником в селе Балучин, Краснянского района, одновременно являлся деканом Глинянского деканата. Проживал в селе Балучин. Костишин в период немецкой оккупации активно выступал против Советской власти, агитировал за вступление в дивизию «СС–Галичина», приветствовал немцев за «освобождение от большевиков». Будучи в свое время воспитанным в Риме, активно отстаивал права папы римского и отказался воссоединиться с православной церковью. |

Отець Євген Костишин був парохом Балучина з 1918 року, а з 1938 року ще й деканом Глинянським, арештований радянською владою у 1945 році, засуджений у 1946 році військовим трибуналом військ НКВД Львівської області до 10 років виправних таборів. Реабілітований у 1993 році.
Та незважаючи на всі ці заходи, знаходились люди, які різними методами боролись з радянською владою.
Витяг з книги «Реабілітовані історією»:
|  | Незважаючи на постійний контроль з боку НКДБ за шляхами сполучень, студенти знаходили змогу виїжджати для підпільної роботи в райони області. 10 липня 1947 р. у с. Балучин Красненського (тепер Буського) району було вкотре відновлено колгосп, але вже в ніч на 11 липня на будинках сільських активістів з’явилися листівки, спрямовані проти колективізації. За підозрою у скоєному заарештовано студента університету Ярослава Рибака. |

Після ліквідації Красненського району 4 березня 1959 року, Балучин був включений до складу Буського району.

### Незалежна Україна
Після здобуття Україною незалежності Балучин був центром Балучинської сільської ради, якій також підпорядковувалось сусіднє село Русилів.
У зв'язку з децентралізацією в Україні з 2020 року село перебуває у складі Красненської селищної громади Золочівського району.

## Топоніміка

### Історичні мікротопоніми
У акті візитації місцевої церкви від 1762 року згадуються наступні мікротопоніми: Березина (гай), Дубовий (запуст), Вишеньки, Бір (ліс), Ліс Панський, Кругла (гора), Рай (гора), Острівець, Озерянка, Церковна (вулиця), На Смикові (нива).
У Йосифінській метриці 1787 року зафіксовано наступні назви: На Смикові (поля), Озерина (поля), Острів (двірська лука), Острови (громадське пасовисько), Бір (ліс), Дубина (ліс), Шалинівка (лісок), Вільховий (запуст), Гряда (ліс), За Кобилюховою (ліс), Вигін (громадське пасовисько), Кернички (поле), Під Берегом (поле), За Греблею до Лоз (поле), Задне або Шнури (поле), Під Форвацкем (поле), На Вердибривлю (поле і ліс), На Верставю (поле), На Романівці (поле), На Шабасовій долині (поле), За Кузьмов (лука), Бойкова (лука), Банчишина (лука), Під Малинним, В Глибокім (лука), Йохівка (лука), Ліпний (потік), Жолобчаста (могила), Соколова (могила).
На кадастровій карті Балучина 1845 року були позначені такі місцеві мікротопоніми: Підбір (поселення), Під Бором, На Смикові, Під Малинниками, На Передніх Шнурах, На Бойківському Болоті, На Верставлях, Озерина і Дубина, Вербиня (пасіка), На Ковалевій.

### Вулиці села
Станом на 2023 рік у селі Балучин є такі вулиці:
- вул. Головна
- вул. Кутова
- вул. Садова
- вул. Лісова
- вул. Шкільна
- вул. Джерельна
- вул. Промислова
- вул. Нова

## Населення
За даними перепису населення 1989 року населення становило 637 осіб. За даними перепису населення 2001 року населення села — 660 осіб.

### Мова
Розподіл населення за рідною мовою за даними перепису 2001 року:
| Мова       | Кількість | Відсоток |
| ---------- | --------- | -------- |
| українська | 659       | 99.55%   |
| російська  | 2         | 0.30%    |
| білоруська | 1         | 0.15%    |
| Усього     | 662       | 100%     |

Село розташоване на межі поширення наддністрянського та волинського говорів південно-західного наріччя української мови, тож місцева говірка поєднує в собі елементи обох з переважанням впливу наддністрянського говору.

## Транспорт
Через село пролягає автомобільна дорога Т 1806 Перемишляни —  Берестечко. В центрі села від неї починається місцева автодорога С140207 Балучин —  Задвір'я.
Щоденно курсує рейсовий автобус «Львів —  Буськ —  Глиняни», який сполучає Балучин з центром громади та обласним центром.

## Соціальна сфера
- Балучинська філія І-ІІ ступенів Красненського ОЗЗСО І-ІІІ ступенів №1 (раніше — Балучинська ЗОШ І-ІІ ступенів)
- Народний дім
- Бібліотека
- Фельдшерсько-акушерський пункт
- Пересувне відділення поштового зв'язку Укрпошти
- Поштове відділення Нової пошти

## Галерея

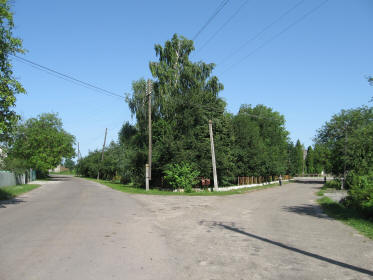
Вулиці в центрі села
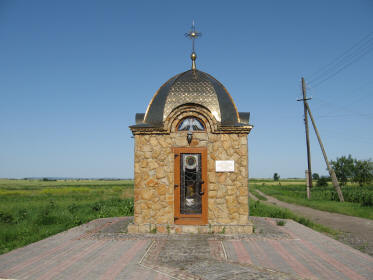
Капличка при в'їзді в Балучин
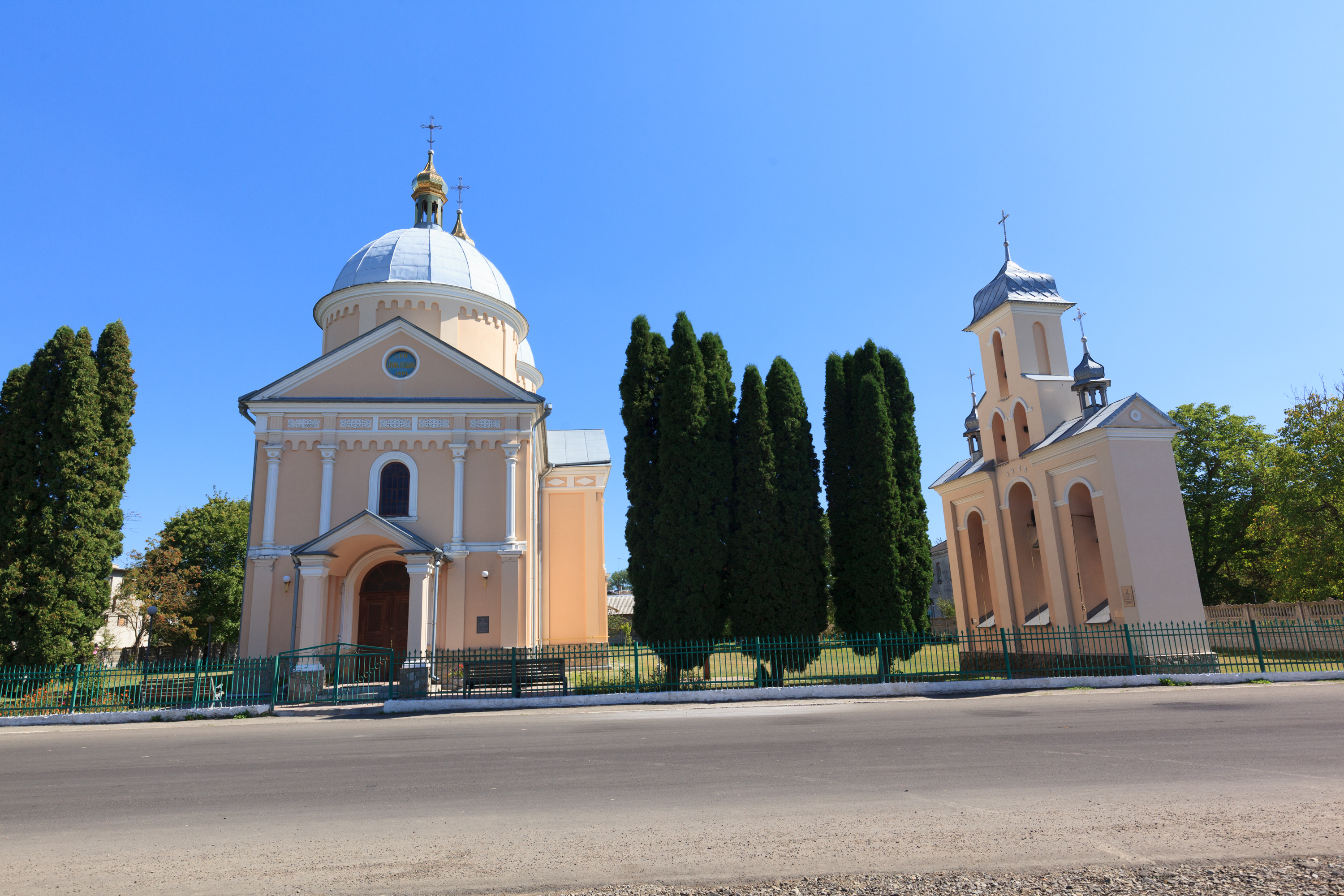
Церква Різдва Пресвятої Богородиці
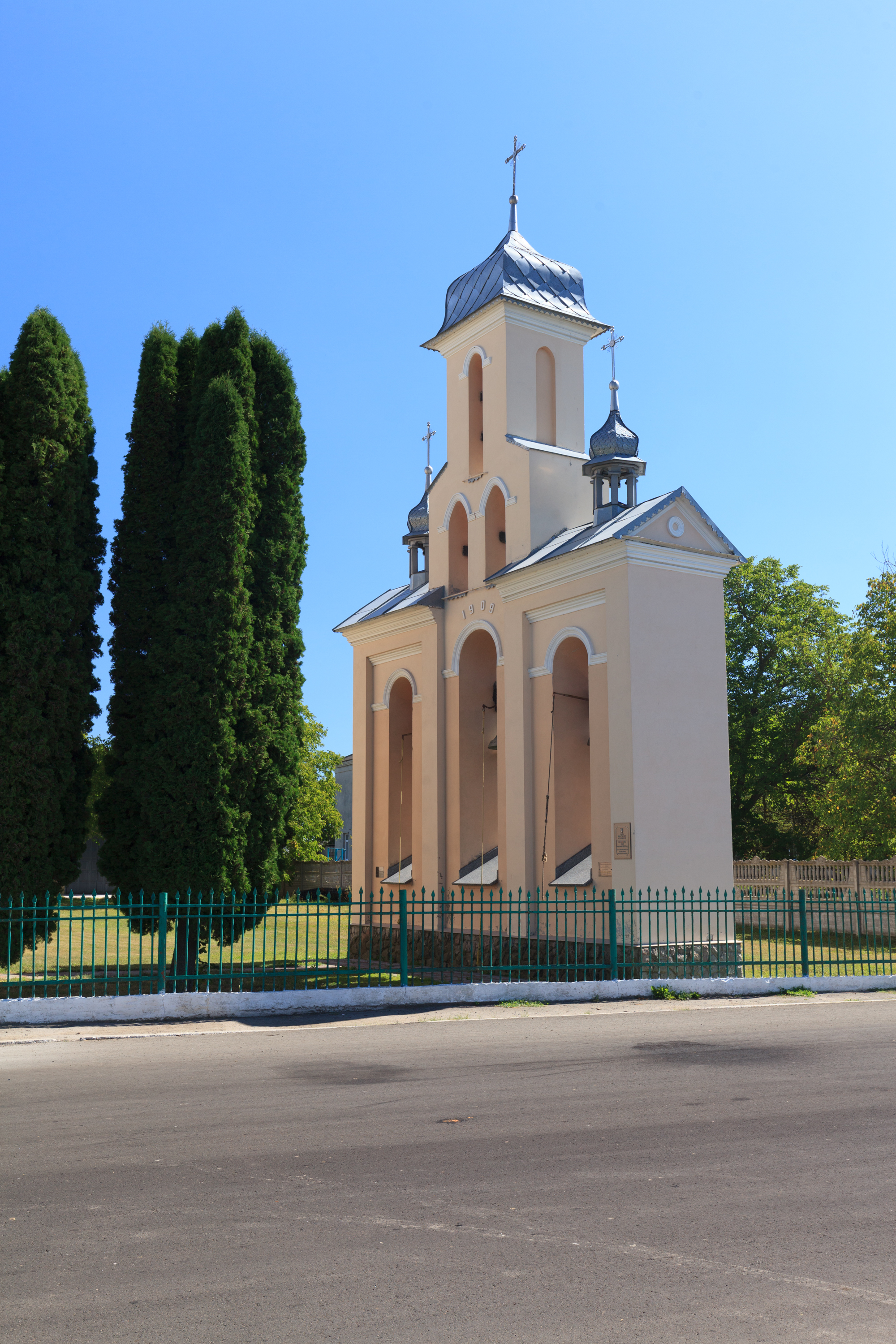
Дзвіниця церкви